# Hypomasticus despaxi
Hypomasticus despaxi är en fiskart som först beskrevs av Puyo, 1943.  Hypomasticus despaxi ingår i släktet Hypomasticus och familjen Anostomidae. Inga underarter finns listade i Catalogue of Life.